# Aspidium warburgii
Aspidium warburgii là một loài dương xỉ trong họ Tectariaceae. Loài này được Kuhn & Christ in Warb. mô tả khoa học đầu tiên năm 1900.
Danh pháp khoa học của loài này chưa được làm sáng tỏ. 